# Faune émoustillé par des Amours

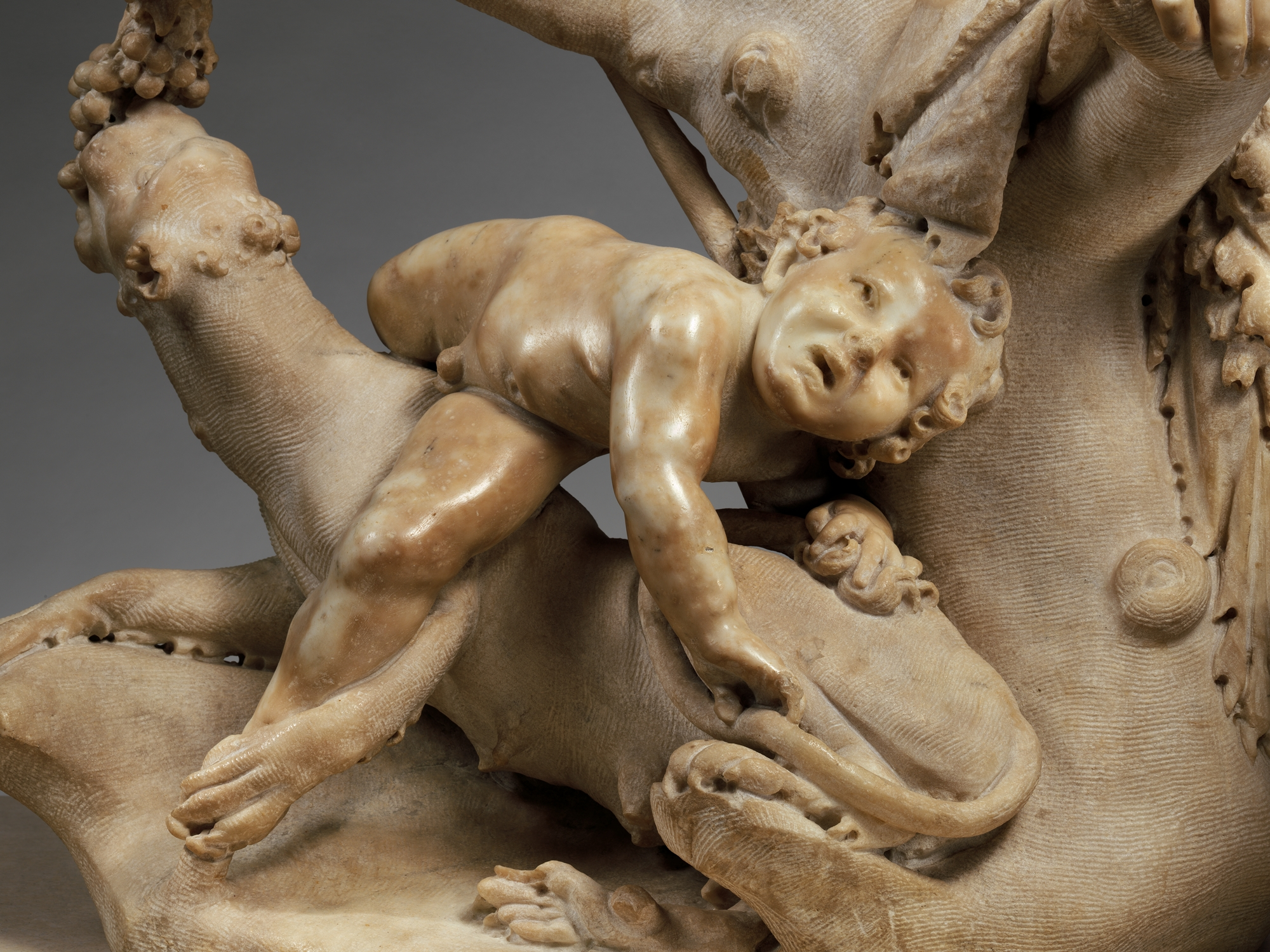
Une vue rapprochée de l'un des amours.

Faune émoustillé par des Amours est une sculpture en marbre des artistes italiens Gian Lorenzo Bernini et  Pietro Bernini, son père. Elle est réalisée entre 1616 et 1617, alors que Gian Lorenzo n'avait pas encore vingt ans. Elle est actuellement exposée au Metropolitan Museum of Art de New York.  

## Histoire
La sculpture reste longtemps conservée à Rome, dans la maison de Gianlorenzo Bernini, au numéro 11 de la via della Mercede. Elle n'est pas à l'époque identifiée comme une œuvre du Bernin. La partie inférieure du bras gauche d'un putto n'est pas achevée au niveau du coude. La mince portion de marbre qui restait était insuffisante pour terminer la sculpture du bras défectueux. Cette erreur peut avoir repoussé les clients potentiels. En outre, Le Bernin lui-même a peut-être considéré cette sculpture comme un exercice inachevé et entaché de sa jeunesse ayant peu de valeur. Des publications soulignent aussi que le mépris du Bernin pour ses propres dessins indique qu'il a peut-être une mentalité pointilleuse et que, par conséquent, il accorderait plus de valeur à des œuvres achevées ne comptant pas de défauts. Ces deux raisons expliquent peut-être pourquoi l'œuvre est restée si longtemps méconnue dans la maison du Bernin. 
La sculpture figure parmi les œuvres d'une collection francaise au XIXe siècle avant d'être vendue lors d'une vente aux enchères à Paris en 1972. La sculpture fait surface l'année suivante sur le marché de Londres où elle est à nouveau vendue. C'est à ce moment que Federico Zeri l'identifie comme l'une des premières œuvres de Gianlorenzo Bernini. Peu de temps après, en 1976, le Metropolitan Museum achète la sculpture. Les critiques notent que le classicisme de ses motifs et la superbe technique de perçage utilisée font de cette sculpture l'une des meilleures œuvres romaines du début du XVIIe siècle. 

## Description
La sculpture en marbre, complexe, comprend cinq personnages et dépeint un combat enfantin entre un faune et deux putti. La sculpture, taillée dans un bloc très peu profond, mesure environ 120 centimètres de hauteur et 90 centimètres de large. Le faune grimpe à un arbre placé au centre de la sculpture, les jambes de chaque côté du tronc. Il saisit de la main gauche une branche visiblement coupée, sa jambe gauche est soutenue par une autre branche. Alors qu'il tente d'atteindre une branche qui porte des fruits, située plus haut sur l'arbre, sa tête est poussée vers l'arrière par deux putti qui sont situés juste en dessous de la branche dont il est question,. Un animal, présent à la base de la statue, ne fait pas l'unanimité parmi les érudits, parfois  décrit comme un chien, une lionne ou une panthère,,. L'animal lève la tête pour se nourrir des raisins qui pendent d'une branche tandis qu'un putto trébuche dessus . Ce qui est décrit par les érudits comme une peau de lion, ou une peau de panthère, pend au-dessus de la branche arrière inférieure de l'arbre,. Le marbre utilisé pour cette sculpture a généralement un ton chaud couleur miel. Le pelage de l'animal a un ton clair, tandis que le tronc d'arbre et le corps du Faune et ceux des putti sont d'un ton plus brun. L'ensemble de la sculpture, bien soutenu, est stabilisé par l'utilisation de jambes et de bras comme renforts pour la soutenir. Un poids adéquat au bas de la structure l'empêche de basculer. 

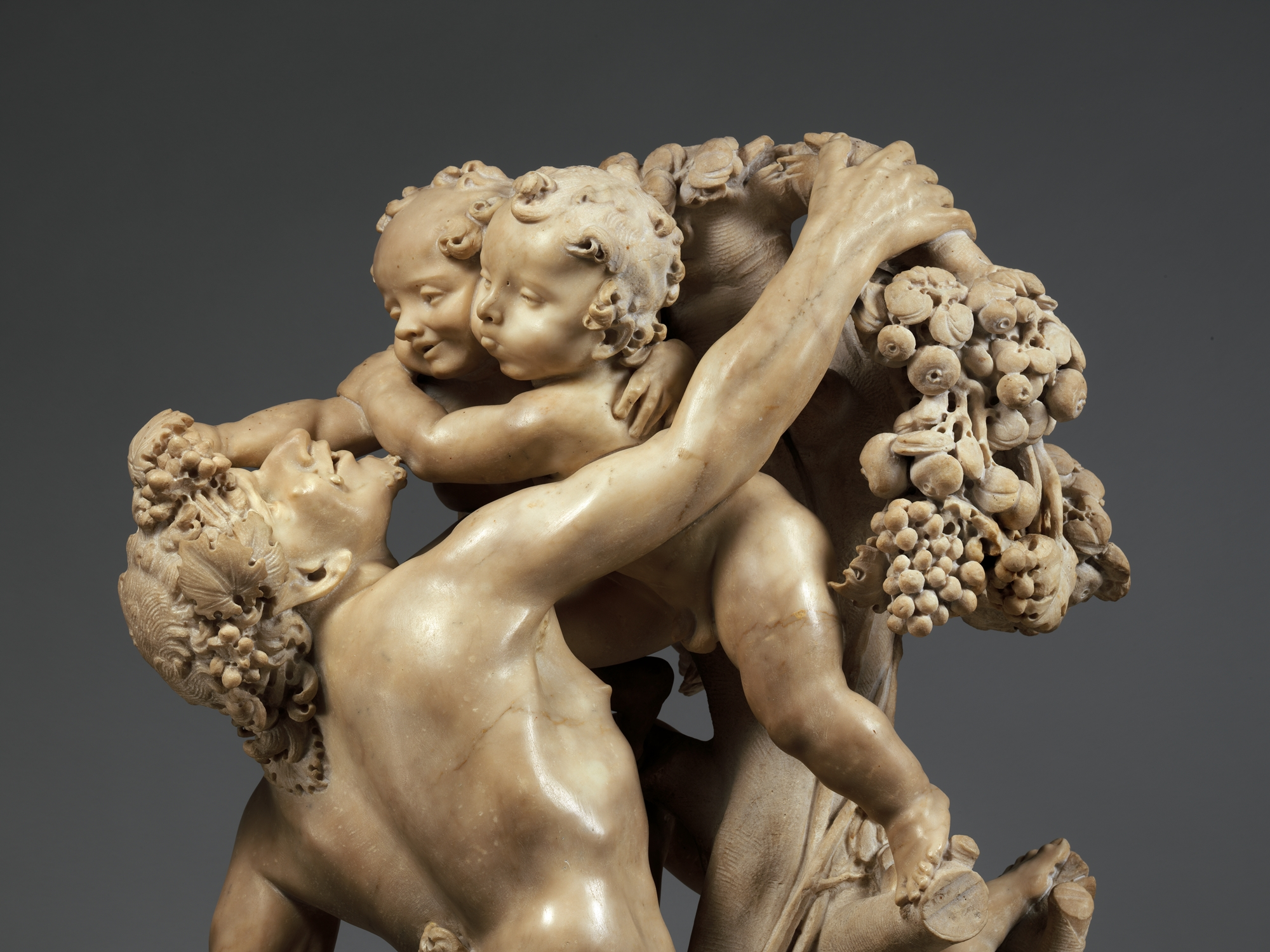
Vue rapprochée des visages du Faune et de deux amours.

## Interprétations
Les satyres et les faunes ont des oreilles pointues, de petites queues et des caractéristiques faciales comparables, mais les satyres ont également des pattes de chèvre. Parce que le personnage de cette sculpture n'a pas de pattes de chèvre, il est formellement caractérisé comme étant un faune. De même, les trois enfants, qui pourraient être confondus avec des Amours, n'ont pas d'ailes et sont donc formellement qualifiés de putti. Cette sculpture est caractérisée comme un groupe de personnages bacchique en raison de la présence de la peau de lion suspendue au-dessus de la branche arrière inférieure, ainsi que de la panthère au sol. Ces deux objets sont symboliques du dieu du vin, Bacchus. Des groupes bacchiques comme celui-ci n'étaient pas rares au début du XVIIe siècle à Rome et à Florence. L'iconographie exacte de la sculpture n'est pas claire. Une signification possible découle du fait qu'à l'époque de la Renaissance, le dieu Pan, les satyres et les faunes, étaient tous liés à l'idée de luxure. Le faune représente un Pan quelque peu ivre qui essaie de récolter des fruits. Ce fruit particulier représente celui de l'amour éternel. En effet, une vigne vivante est enroulée autour de l'arbre mort tenant le fruit. Pan est retenu par deux putti qui, dans cette interprétation, sont des amours qui l'émoustillent parce qu'il ne peut comprendre la différence entre luxure terrestre et amour divin et céleste. Une autre interprétation possible promeut l'idée que cette sculpture représente une juxtaposition entre l'amour divin et la luxure terrestre. Au lieu d'émoustiller le faune (qui symbolise la luxure animale), les deux putti, symboles de l'amour divin, repoussent son agression indécente. 

## Influences
L'inspiration de cette sculpture provient, dans une certaine mesure, du dixième Eclogue de Virgile qui discute l'idée de l'amour non partagé. Il a été suggéré que Gianlorenzo pourrait avoir été influencé par les fresques Farnèse d'Annibale Caracci qu'il a étudiées minutieusement et soigneusement copiées. Les contours fluides et la fusion du classicisme et du naturalisme dans cette sculpture peuvent également être trouvés dans le Triomphe de Caracci de Bacchus et Ariane. Une autre source possible d'inspiration qui a été mentionnée par les universitaires est le Giuochi di Putti de Jules Romain. Cette série de tapisseries dépeint des putti grimpant aux arbres tout en se battant de manière légère. 

## Voir également
- Faune